# 爆足一周
《爆足一周》（英語：Weekly Exposé）是香港電視廣播有限公司拍攝製作的清談節目，全節目原定共13集，以討論娛樂新聞為主題，由查小欣、黎國輝和莊思敏擔任主持，後來因為劣評如潮而在同年10月28日播放第四集後腰斬。

## 每集內容
| 集數 | 播映日期   | 主題                                                                         |
| 01   | 2012/10/07 | 深入剖析黎明、樂基兒離婚真相                                                 |
| 02   | 2012/10/14 | 查小欣專訪神秘男藝人揭轟動新聞                                               |
| 03   | 2012/10/21 | 《爆足一周》即日鮮                                                           |
| 04   | 2012/10/28 | 狄波拉親身剖白與謝霆鋒的母子關係／節目腰斬，查小欣宣佈在2013年初再與大家見面 |

## 爭議

### 節目劣評如潮導致腰斬
節目首播惹來14個投訴，指節目內容沒有事實根據、有誤導之嫌、侵犯藝人私隱及意識不良等。查小欣在微博介紹節目，立即被人留言痛罵，她很快就刪走該微博。
第二集主力採訪蘇永康與廖碧兒的緋聞，緋聞在2012年10月3日見報，卻在十月中的節目回帶討論，網民插爆她「無料到」，所謂猛料其實是「遲足一周」。另外，查小欣與眾主持大扮「讀心神探」，分析蘇永康受訪的動作表演，分析他的精神和心理狀態，十分搞笑。有報道形容，查小欣變相為蘇和廖在香港電視網絡拍攝的《童話戀曲201314》作免費宣傳。
第三集改為直播形式，希望不再報道舊聞，收視卻由17點跌至14點，流失觀眾約19萬；甚至有網民喊悶、叫無聊，要求腰斬。
2012年10月底第四集播出前，另一主持人莊思敏在微博上說「今晚10點《爆足一周》⋯保証你，今晚有嘢爆，唔睇就後悔嘞。」最終，在第四集的尾聲，查小欣宣布會虛心聆聽觀眾意見，徹底檢討，調整節目內容，2013年初再與大家見面，變相宣布節目腰斬。到了2013年初，《爆足一周》並無復播消息，可見節目壽終正寢。
《爆足一周》原定製作13集，最後僅得4集便叫停，被指是最「短命」節目之一。網民對無綫從善如流將節目腰斬感高興，又對節目及查小欣強烈恥笑。網民對節目結束後莊思敏在「熄咪」後直接問「係咪即係腰斬呀？」及之後各主持的「O嘴」表情加以討論。

## 資料來源
1. ↑  觀眾狂插冇得留低 查小欣《爆足一周》腰斬 （页面存档备份，存于）《蘋果日報》，2012年10月29日 (一) 19:45 (UTC+8)查閱（繁體中文）

## 外部連結
- 無綫電視節目網頁 - 爆足一周 （页面存档备份，存于）

## 電視節目的變遷
| 香港無綫電視翡翠台、高清翡翠台 星期日 22:00-23:00 時段 | 香港無綫電視翡翠台、高清翡翠台 星期日 22:00-23:00 時段                          | 香港無綫電視翡翠台、高清翡翠台 星期日 22:00-23:00 時段 |
| ------------------------------------------------------ | ------------------------------------------------------------------------------- | ------------------------------------------------------ |
|                                                        | 爆足一周 (2012.10.07 - 2012.10.28)                                              |                                                        |
| 翡翠名曲匯 (2012.09.30)                                | 雷霆掃毒 (大結局) (香港首播版第29集，原裝版第29-30集) (2012.11.04)(21:00-23:00) |                                                        |